# Tim Staffell

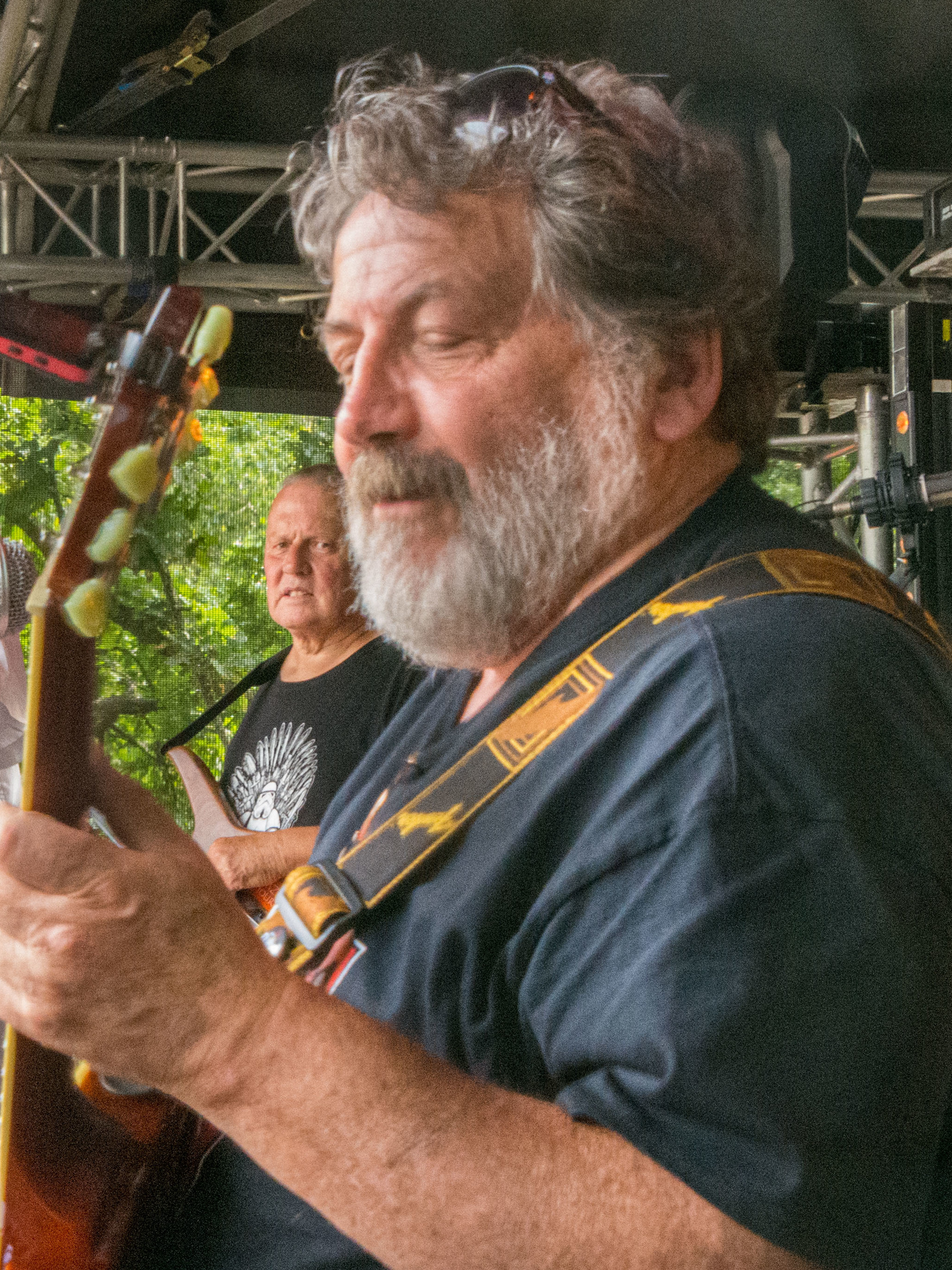
Tim Staffell (2019)

Timothy John „Tim“ Staffell (* 24. Februar 1948 in London) ist ein britischer Rocksänger, Bassist, Modellbauer und Designer.
Er gehörte zur Musikgruppe Smile, der Vorgängerband von Queen. Sie war eine Studentenband, die aus dem Trio Brian May (Gitarre), Roger Taylor (Schlagzeug) und Tim Staffell (Gesang und Bass) bestand. Schließlich verließ Staffell Anfang 1970 die Band und wechselte zu Humpy Bong. Für ihn kam Freddie Mercury. Dieser schlug ihnen einen anderen Namen vor: Queen. Staffells gemeinsam mit May geschriebener Song Doing All Right ist auf dem 1973 erschienenen Debütalbum Queen enthalten. 
Staffell bekundete in einem Interview, er habe seinen Ausstieg nie bereut und Queen wäre mit ihm als Sänger niemals erfolgreich geworden, da er nicht über die schillernden Entertainer-Qualitäten eines Freddie Mercury verfüge.

## Diskografieauswahl
Smile (mit Brian May und Roger Taylor):
- Earth / Step on Me (1969: Single)
- Gettin' Smile (1982: LP, nur in Japan erschienen): mit den Titeln Doing Alright, Blag, April Lady, Polar Bear, Earth, Step on Me (diese sechs Tracks sind auch auf der 1997 in den Niederlanden veröffentlichten CD Ghost of a Smile enthalten)

Morgan (mit Morgan Fisher):
- Nova Solis (1972: Album)
- Brown Out (1976: Album; unter dem Titel The Sleeper Wakes wiederveröffentlicht im Jahr 1978)

Tim Staffell:
- aMIGO (2003: Album) – mit Brian May als Sänger und Gitarrist von Earth und Doin’ Alright